# Leptocaris ignavus
Leptocaris ignavus är en kräftdjursart som först beskrevs av Noodt.  Leptocaris ignavus ingår i släktet Leptocaris och familjen Darcythompsoniidae. Arten är reproducerande i Sverige. Inga underarter finns listade i Catalogue of Life.